# Жбики-Ґавронкі
Жбики-Ґавронкі (пол. Żbiki-Gawronki) — село в Польщі, у гміні Красне Пшасниського повіту Мазовецького воєводства.
Населення — 80 осіб (2011).
У 1975-1998 роках село належало до Цехановського воєводства.

## Демографія
Демографічна структура станом на 31 березня 2011 року:
|          | Загалом | Допрацездатний вік | Працездатний вік | Постпрацездатний вік |
| -------- | ------- | ------------------ | ---------------- | -------------------- |
| Чоловіки | 42      | 8                  | 28               | 6                    |
| Жінки    | 38      | 6                  | 23               | 9                    |
| Разом    | 80      | 14                 | 51               | 15                   |